# Адамкі (Куявсько-Поморське воєводство)
Адамкі (пол. Adamki) — село в Польщі, у гміні Збуйно Ґолюбсько-Добжинського повіту Куявсько-Поморського воєводства.
Населення — 184 особи (2011).
У 1975-1998 роках село належало до Влоцлавського воєводства.

## Демографія
Демографічна структура станом на 31 березня 2011 року:
|          | Загалом | Допрацездатний вік | Працездатний вік | Постпрацездатний вік |
| -------- | ------- | ------------------ | ---------------- | -------------------- |
| Чоловіки | 96      | 20                 | 57               | 19                   |
| Жінки    | 88      | 11                 | 60               | 17                   |
| Разом    | 184     | 31                 | 117              | 36                   |